# Fernando Meligeni
Fernando Ariel Meligeni (Buenos Aires, 12 de abril 1971), também conhecido por Fininho, é um ex-tenista profissional brasileiro, e que atualmente trabalha como comentarista na ESPN Brasil. É considerado por diversos analistas esportivos, críticos de tênis e antigos tenistas como um dos dez maiores tenistas brasileiros da Era Aberta. Nascido na Argentina, Meligeni mudou-se para o Brasil ainda criança. Começou cedo no tênis, e em 1990, quando decidiu tornar-se profissional, optou pela nacionalidade brasileira, mesmo a contragosto dos pais.
Meligeni ganhou fama e reconhecimento vencendo tenistas consagrados como Pete Sampras, David Nalbandian, Carlos Moyà, e Andy Roddick. Durante sua carreira, chegou a ser N° 25 do ranking da ATP, e conquistou três títulos de nível ATP em simples e sete títulos em duplas, a maioria ao lado do seu compatriota Gustavo Kuerten. Chegou às semifinais de vários torneios importantes, como os Jogos Olímpicos de Verão de 1996, o Aberto da França em 1999, e a Copa Davis em 2000, antes de se aposentar levando a medalha de ouro para o Brasil nos Jogos Pan-Americanos de 2003. Após encerrar a carreira, Fininho foi presença marcante em todos os eventos relacionados ao tênis brasileiro.

## Biografia
Meligeni nasceu na Argentina, mas se mudou com sua família para São Paulo quando tinha quatro anos por causa do pai fotógrafo. Durante a infância, chegou a jogar handebol e futebol antes de decidir focar no tênis. Como um tenista juvenil, venceu o tradicional Orange Bowl International Tennis Championships em 1989, terminando em terceiro no ranking mundial juvenil naquele mesmo ano. Quando virou profissional em 1990, optou pela nacionalidade brasileira. Toda a sua família discordou de sua opção de se naturalizar. Tem uma irmã mais nova, Paula, que chegou a ser tenista juvenil antes de apenas ensinar o esporte, e se tornou mãe de dois tenistas profissionais, Felipe e Carolina.

## Carreira
Em 1991, obtém sua 1ª vitória em torneios ATP ao bater Cássio Motta no Guarujá.
Em 1993, venceu os Challengers de São Paulo (dois) e Campinas e avançou às oitavas no Aberto da França, quando perdeu para o espanhol Sergi Bruguera, que se sagraria campeão. Ainda neste ano, estreou na Copa Davis.
Sobre Roland Garros de 1993, Meligeni recorda que, na segunda rodada, superou o francês Stephane Huet, que havia eliminado o lendário Ivan Lendl na estreia. O feito, então, rendeu a ele um novo apelido para sua “coleção”.
| “ | "Essa é uma recordação muito legal. Foi a primeira vez que disputei Roland Garros e logo na segunda rodada eliminei um francês que tinha vencido o Lendl na primeira fase. Quando venci, o público começou a me chamar de “Meligênio”. Foi uma coisa muito bacana, eu era moleque e me lembro muito bem disso, é uma das histórias mais legais que tenho de lá." | ” |

Em 1994, venceu o torneio de Ribeirão Preto, e passou para a semi no importante torneio de Coral Springs. Foi vice nos torneios de Natal e Campinas.
Em 1995, chegou a sua primeira final de peso, arrasando na semi o futuro número dois Alex Corretja por 6/0 e 6/1, na Cidade do México. Foi derrotado pelo austríaco Thomas Muster, na época o “Rei do Saibro”. No ATP de Bastad, na Suécia, Meligeni ganhou seu primeiro titulo da ATP.
Em 1996, um ano de glórias. Ganhou seu segundo título de torneios da ATP em Pinehurst, nos Estados Unidos, derrotando Patrick Rafter e vencendo na final o sueco Mats Wilander. Também venceu o Challenger do Cairo, no Egito. Representou o Brasil nas Olimpíadas de Atlanta, mesmo que sua vaga tivesse sido ameaçada por uma disputa burocrática com o Comitê Olímpico Brasileiro que o forçou a pagar a própria viagem para os Estados Unidos. No torneio, venceu quatro tenistas mais bem posicionados no ranking da ATP, incluindo  Albert Costa e Mark Philippoussis, para alcançar a semifinal, onde foi derrotado por Bruguera.
| “ | "Ninguém ia me ver. Tinha o treinador, a Vanessa Menga e a Mirian D´Agostini [tenistas] que ficavam lá assistindo. E mais ninguém na quadra. Não tinha imprensa, não tinha ninguém no primeiro jogo. Mas você vai ganhando um jogo, vai ganhando dois, daí a galera vai lembrando que você existe" | ” |

Na disputa pela medalha de bronze, perdeu de virada para o indiano Leander Paes. Com o 4o lugar em Atlanta, Meligeni alcança a melhor posição de um tenista brasileiro na história das olimpíadas.
| “ | "O jogo contra o Paes foi muito nervoso, porque valia para os dois. A Índia nunca tinha ganhado medalha olímpica e para mim tudo isso que eu falei estava dentro daquele jogo. Mas acabou que eu perdi, e essa situação me ensinou muito. Se não fosse essa derrota eu não teria vencido o Pan, talvez eu tivesse largado os pontos bem antes." | ” |

Em 1997, um ano prodigioso nas duplas, onde alcançou seu melhor ranqueamento de duplas (34° posição em 3 de Novembro). Foi campeão do ATP Tour de Estoril (Portugal), do ATP Tour de Bolonha (Itália), do ATP Tour de Stuttgart (Alemanha), do ATP Tour de Bogotá (Colômbia), e do Challenger de Salinas (Equador). Nos torneios de simples, foi finalista do Challenger de Prostejov (República Tcheca), e semifinalista do ATP Tour da Cidade do México. Um outro momento de brilho do ano foi quando derrotou, em Atlanta, o então vice-líder do circuito Michael Chang, batendo-o de virada por 2/6, 6/3 e 6/4.
Em 1998, conquistou o título do Challenger de São Paulo. Na Republica Tcheca, no torneio de Praga, ganhou seu ultimo titulo da ATP, vencendo na final o então número seis do mundo Yevgeny Kafelnikov. Nas duplas, venceu o ATP Tour de Gstaad.
Em 1999, Meligeni teve sua melhor performance. Foi o 4o jogador com mais vitórias no saibro no ano, que incluíram sua vitória favorita da carreira, batendo o à época 2° do mundo Pete Sampras na segunda rodada do Masters de Roma, e uma campanha até a semifinal do Roland Garros, que lhe fez alcançar a 25ª na posição do ranking mundial. Para isso, ele teve de vencer os cabeças de chave número três Patrick Rafter, número 14 Felix Mantilla, e número seis Alex Corretja, mas perdeu nas semi finais para o ucraniano Andrei Medvedev, que havia vencido Gustavo Kuerten na rodada anterior.
| “ | "Roland Garros 99 foi diferente. Eu realmente achava que dava, porque eu tinha ganhado de gente muito boa. E na hora que veio o Medvedev, falei: "ah, vou ganhar também". E o jogo foi encardido, mas escapou no tie-break. Aquele jogo me machucou. Eu sinceramente não sei o que ia acontecer contra Agassi, se eu passasse para a final. A verdade é que quando você vai para um Grand Slam, você se arma pra guerra. Em 1999, eu joguei o melhor tênis da minha vida." | ” |

Este também foi o ano em que Meligeni foi obrigado a deixar a quadra pela primeira e única vez na carreira. Este fato aconteceu nas quartas de final do ATP Tour de Estoril, quando acidentalmente uma bola isolada por Meligeni acertou um espectador, levando a uma desclassificação e uma multa de US$12 mil.

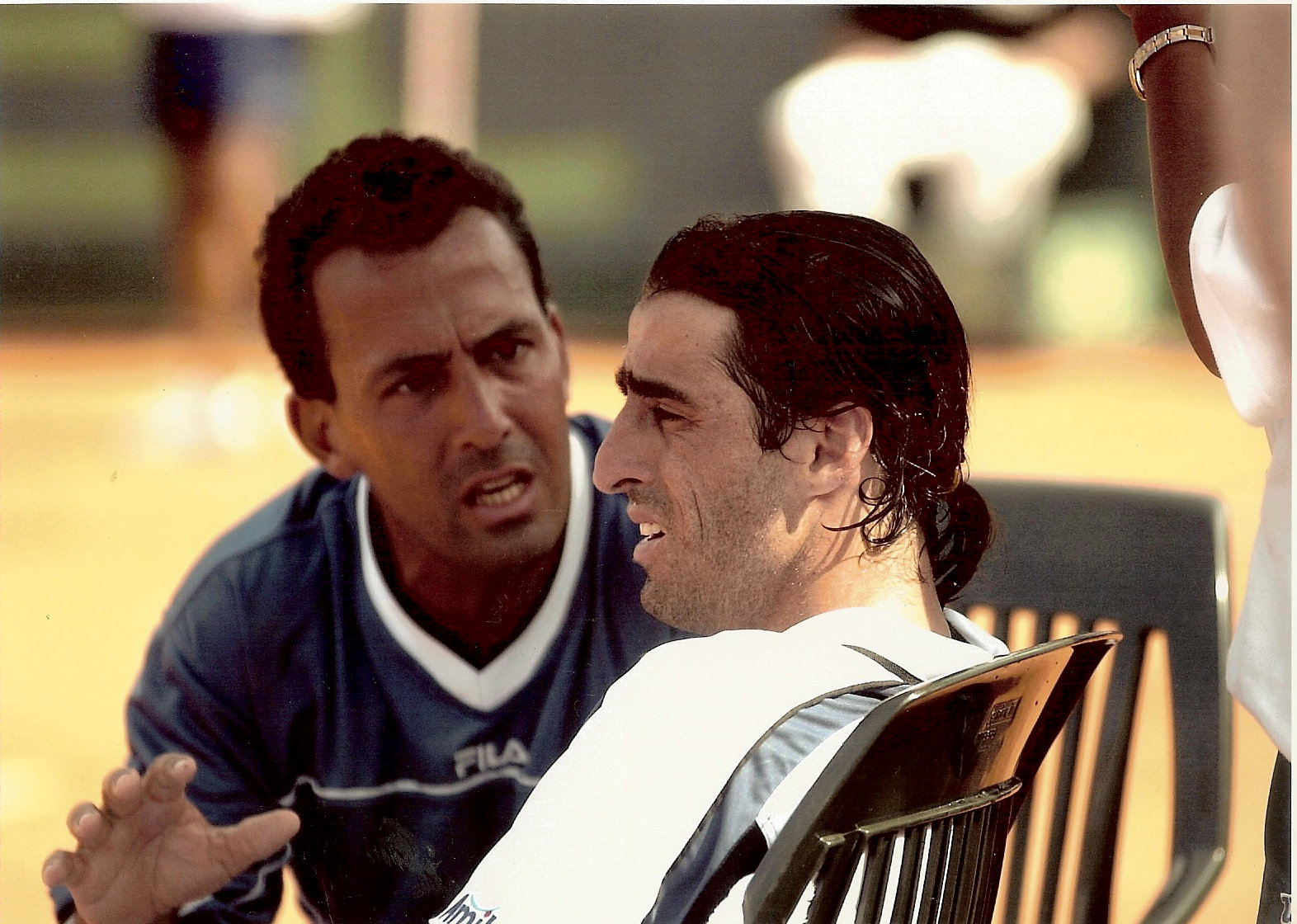
Ricardo Acioly e Fernando Meligeni durante a Copa Davis no Rio de Janeiro em fevereiro de 2001

Em 2000, venceu Karol Kučera num jogo épico, e ajudou o Brasil a avançar às semifinais da Copa Davis. Além disso, conquistou o Challenger de Guadalajara.
Em 2001, chegou a cogitar a aposentadoria após cair na primeira rodada do Challenger de Montevidéu, só mudando de ideia após o pai intervir e trazer o treinador Enrique Perez. No mesmo ano, ficou com o vice do Brasil Open e conseguiu sua primeira vitória na grama de Wimbledon, terminando a temporada em 71º lugar. No ano seguinte, foi ainda mais longe, alcançando sua última final, em Acapulco (derrotado por Moyá). Após a partida, afirmou: "Hoje Moyá mostrou porque já foi número um do mundo. Não tenho razão para não estar feliz. Foi um jogo duro, e eu só cometi alguns erros a mais do que ele.". Após o torneio do México, chegou à semi em Estoril. Venceu ainda Andy Roddick nas oitavas de Washington, e caiu ainda na primeira rodada do quali de Roland Garros. Também teve sua primeira experiência com televisão, apresentando o programa MTV Sports na MTV Brasil, que duraria até o fim de 2003.

### 2003: Ano da aposentadoria
| “ | "É uma coisa que vem sendo pensada há muito tempo. Tudo chega ao fim. Parei de jogar profissionalmente, mas continuo jogando tênis, que é o esporte que eu gosto. Tem hora que o corpo e a cabeça pedem para fazer outras coisas. Sei que tem muita gente triste com a minha decisão, principalmente minha família. Mas é uma decisão pensada, coerente e acho que vou ser feliz nas próximas coisas que vou fazer. (...) Superei o meu limite em 1999, quando alcancei a 25ª posição do ranking mundial, com muito trabalho e superação. Hoje sei que não tenho mais condições de chegar ou ultrapassar isso. E para mim não interessa continuar jogando para ganhar uma ou duas rodadas. (...) Sempre disse que, no dia que não pudesse mais dar 110% de mim, deixaria as quadras. Essa hora finalmente chegou. Agora, quero ser um cara normal." | ” |

Depois de cair no qualificatório de Roland Garros 2003, Meligeni decidi que se aposentaria após os jogos Pan-Americanos de Santo Domingo. Assim seu último jogo profissional foi uma vitória na final do torneio de tênis contra o chileno Marcelo Rios em três sets ao longo de três horas, revertendo uma grande desvantagem de pontos. Foi a primeira - e única - vitória de Fininho sobre Ríos]], em 6 confrontos, e Meligeni terminou a partida tão exausto, que chegou a tropeçar na hora de subir no pódio.
| “ | "Foi o jogo mais dramático da minha vida. Não estava preparado para o ouro, mas perder um jogo desse seria demais para mim. Nem dá para acreditar. (...) Não poderia me despedir perdendo o último set no tie-break. Seria muito duro. Mas não imaginava tanta emoção. (...) Lutei como um condenado e dedico a meus pais e a todos meus treinadores. Mostrei ainda que quem luta consegue os objetivos. (...) Saio de cabeça erguida e muito feliz. Tinha que encerrar minha carreira com a imagem de um vencedor, de um grande lutador do tênis." | ” |

Por conta de seu desempenho em Santo Domingo, foi agraciado com a Medalha Tiradentes, por seu "espírito olímpico, união e garra que desempenhou nos jogos de São Domingo, representando o país com brilho".
Meligeni aposentou-se como sendo um dos cinco jogadores em atividade a fechar dez temporadas seguidas entre os top 100. Na entrevista após seu último jogo, disse: "Eu não estava conseguindo mais treinar forte como antigamente e também não conseguia ter mais a mesma dedicação na parte mental. Não queria continuar jogando o circuito apenas para conhecer novas cidades ou só para encontrar amigos."

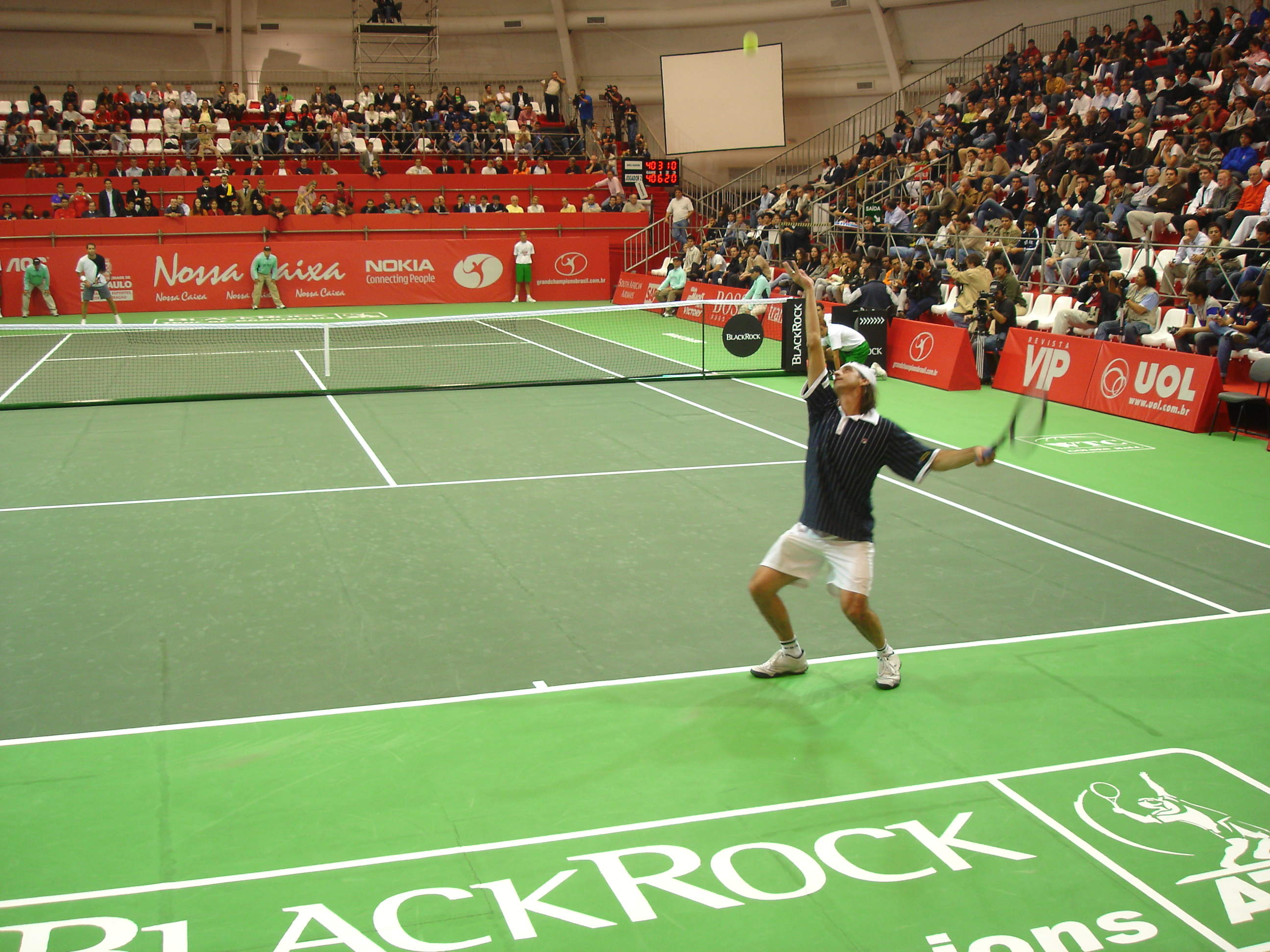
Fernando Meligeni jogando contra Pete Sampras no ATP Tour of Champions em São Paulo, junho de 2008

### Após aposentadoria
Em 2003, foi o idealizador da Copa Fino de Tenis, para atletas amadores.
Entre 2005 e 2006, apresento o programa de esportes radicais De Fininho, na TV Cultura, antes de comentar os Jogos Pan-Americanos Rio-2007 pelo SporTV.
Em 2005, Meligeni foi nomeado capitão do time brasileiro da Copa Davis. Em 2008 escreveu o livro "Aqui Tem! Histórias e Memórias de Fernando Meligeni". Em 2010, foi incluído na calçada da fama do Maracanãzinho. Neste mesmo ano conquistou o torneio para veteranos Banco Cruzeiro do Sul Rio Champions, vencendo na final Mark Philippoussis por 2 a 1.
Atualmente, o ex-tenista é casado com a atriz Carol Hubner, com quem tem dois filhos, Gael e Alice. Em 2012, começou a atuar como comentarista na emissora ESPN Brasil, da qual só saiu entre 2019 e 2021. Também realizou clínicas de tênis em viagens pelo país e iniciou  um curso online.

## Estilo de jogo
| “ | "Quem viu Meligeni jogar apenas um par de vezes – quase sempre, no saibro – pode cair no erro de acreditar que, nos seus dias de circuito, o brasileiro era um mero devolvedor de bolas, que ganhava sempre na paciência e no preparo físico. Dizer isso é um erro e, ao mesmo tempo, uma injustiça. Meligeni tinha (e tem!) jogo. Ele usava, sim, bolas altas e com efeito, mas tanto porque era seu estilo preferido de jogar quanto porque enfrentava rivais fortíssimos, contra os quais a tática era necessária. Mas Fininho sempre sacou bem, e seus slices e voleios são mais do que respeitáveis. Outra característica importante, que eu não canso de ressaltar quando me refiro a Meligeni neste blog: sua paixão pelo tênis. Ele gostava demais do que fazia, além de respeitar o esporte e ter um conhecimento enorme do meio. E quando uma pessoa ama o que faz, respeita a profissão e os colegas, e sabe onde pisa, o resultado de seu trabalho estará sempre acima da média, não importa sua idade nem sua função." | ” |

Meligeni sempre soube que não era o tenista com a bola mais potente ou o saque mais rápido do circuito. Para compensar esta "deficiência", Fininho extrapolava na raça. Nos treinos, empenhava-se como se estivesse jogando uma grande final. E nos jogos para valer, não desistia de um único ponto. Seus jogos iam além de simples partidas de tênis – eram verdadeiros shows, espetáculos de garra e muita persistência, como quando ele se jogava em quadra para chegar numa bola. O próprio Meligeni afirmava isso: "Eu reencontrei novamente o meu verdadeiro estilo de jogar, com descontração, alegria e assim sinto que sou um jogador bastante perigoso."
| “ | "Fernando faz do jogo de tênis um dos espetáculos mais bonitos de se ver. Se você ganha dele, é sinal de que jogou um tênis de verdade." | ” |

Quando passou a treinar com o técnico Ricardo Acioly, Meligeni mudou seu estilo de jogo (backhand com duas mãos, para backhand apenas com a canhota). Até 1996, Meligeni executava o golpe de revés (backhand), usando as duas mãos. Mas a mão direita só ajudava a canhota até a metade do gesto. Isso fazia com que seus golpes não saíssem com muita força. Cada adversário que Meligeni enfrentava, já sabia como derrotá-lo: era só martelar impiedosamente seu "backhand". Segundo o ex-tenista e técnico Paulo Cleto, a mudança fez com que Fernando Meligeni melhorasse seu jogo. Fernando tinha no seu backhand, que era um golpe muito abaixo do resto de seus outros golpes, um golpe vulnerável. Por isso teve de decidir pela mudança das duas mãos, que ele soltava precocemente, para uma única mão, aconselhado por seu técnico.
Além disso, Meligeni sempre foi dono de aspectos muito importantes para um tenista profissional: coração e estado emocional equilibrado. Quando tinha 19 para 20 anos, ele foi submetido a alguns exames científicos coordenados pelo doutor Ricardo D'Elia, que mostraram que poucos maratonistas no Brasil tinham a capacidade física de Fininho. Além disso, ele também tinha um incrível trabalho de pés, o que nos mostra o quão forte fisicamente era o Meligeni.

## Conquistas em Torneios do ATP Tour
| 1. ATP de Bastad de 1995 (Saibro) |                       |               |
| Fase                              | Adversário (Ranking)  | Placar        |
| 1R                                | Gilbert Schaller (31) | 1–6, 6–3, 6–4 |
| 2R                                | Óscar Martínez (87)   | 7–5, 6–1      |
| QF                                | Magnus Norman (367)   | 6–4, 6–3      |
| SF                                | Carlos Costa (53)     | 4–6, 6–0, 6–2 |
| F                                 | Christian Ruud (62)   | 6–4, 6–4      |

| 2. ATP de Pinehurst de 1996 (Saibro) |                        |                         |
| Fase                                 | Adversário (Ranking)   | Placar                  |
| 1R                                   | Fabio Maggi (220)      | 6–4, 6–3                |
| 2R                                   | Todd Woodbridge (28)   | 6–7(3–7), 7–6(7–4), 6–1 |
| QF                                   | Patrick Rafter (86)    | 3–6, 7–6(9–7), 6–1      |
| SF                                   | Jason Stoltenberg (61) | 2–6, 6–0, 6–4           |
| F                                    | Mats Wilander (85)     | 6–4, 6–2                |

| 3. ATP de Praga de 1998 (Saibro) |                         |                    |
| Fase                             | Adversário (Ranking)    | Placar             |
| 1R                               | Andrei Cherkasov (184)  | 6–4, 6–3           |
| 2R                               | Yevgeny Kafelnikov (6)  | 6–4, 6–4           |
| QF                               | Andrei Chesnokov (1346) | 6–3, 6–1           |
| SF                               | Dinu Pescariu (123)     | 7–6(7–5), 7–6(7–2) |
| F                                | Slava Dosedel (47)      | 6–1, 6–4           |

- 1995: Derrotou três cabeças-de-chave em sequência: Schaller (2º), Costa (5º) e Ruud (6º).
- 1996: Em termos de games disputados, este foi o título mais difícil para Meligeni: 120 gamess e três tie-breaks.
- 1998: derrotou o top 10 Kafelnikov (6) na partida das quartas de final; primeira vitória sobe um top 10 daquele ano (derrotou Kafelnikov novamente, em Gstaad).

### Finais de ATP: 13 (10-3)

#### Simples: 6 (3-3)
| Legenda                                                       |
| Grand Slam (0-0)                                              |
| Tennis Masters Cup ATP World Tour Finals (0-0)                |
| ATP Masters Series ATP World Tour Masters 1000 (0-0)          |
| ATP International Series Gold ATP World Tour 500 Series (0-1) |
| ATP International Series ATP World Tour 250 Series (3-2)      |

| Títulos por superfície |
| Dura (0-1)             |
| Grama (0-0)            |
| Saibro (3-2)           |
| Carpete (0-0)          |

| Resultado    | No. | Data                    | Torneio                   | Superfície | Adversário da Final | Placar             |
| ------------ | --- | ----------------------- | ------------------------- | ---------- | ------------------- | ------------------ |
| Vice-Campeão | 1.  | 27 de fevereiro de 1995 | Cidade do México, México  | Saibro     | Thomas Muster       | 6–7, 5–7           |
| Campeão      | 1.  | 10 de julho de 1995     | Bastad, Suécia            | Saibro     | Christian Ruud      | 6–4, 6–4           |
| Campeão      | 2.  | 6 de maio de 1996       | Pinehurst, Estados Unidos | Saibro     | Mats Wilander       | 6–4, 6–2           |
| Campeão      | 3.  | 27 de abril de 1998     | Praga, República Tcheca   | Saibro     | Sláva Doseděl       | 6–1, 6–4           |
| Vice-Campeão | 2.  | 10 de setembro de 2001  | Costa do Sauípe, Brasil   | Dura       | Jan Vacek           | 6–2, 6–7(2–7), 3–6 |
| Vice-Campeão | 3.  | 25 de fevereiro de 2002 | Acapulco, México          | Saibro     | Carlos Moyà         | 6–7(4–7), 6–7(4–7) |

### Duplas: 7 (7-0)
| Legenda                                                       |
| Grand Slam (0-0)                                              |
| Tennis Masters Cup ATP World Tour Finals (0-0)                |
| ATP Masters Series ATP World Tour Masters 1000 (0-0)          |
| ATP International Series Gold ATP World Tour 500 Series (1-0) |
| ATP International Series ATP World Tour 250 Series (6-0)      |

| Títulos por superfície |
| Dura (0-0)             |
| Grama (0-0)            |
| Saibro (7-0)           |
| Carpete (0-0)          |

| Resultado | No. | Data                   | Torneio              | Piso   | Parceiro        | Oponentes na final                   | Placar   |
| Campeão   | 1.  | 10 de novembro de 1996 | Santiago, Chile      | Saibro | Gustavo Kuerten | Dinu Pescariu Albert Portas          | 6–4, 6–2 |
| Campeão   | 2.  | 7 de abril de 1997     | Estoril, Portugal    | Saibro | Gustavo Kuerten | Andrea Gaudenzi Filippo Messori      | 6–2, 6–2 |
| Campeão   | 3.  | 9 de junho de 1997     | Bolonha, Itália      | Saibro | Gustavo Kuerten | Dave Randall Jack Waite              | 6–2, 7–5 |
| Campeão   | 4.  | 14 de julho de 1997    | Stuttgart, Alemanha  | Saibro | Gustavo Kuerten | Donald Johnson Francisco Montana     | 6–4, 6–4 |
| Campeão   | 5.  | 27 de outubro de 1997  | Bogotá, Colômbia     | Saibro | Luis Lobo       | Karim Alami Maurice Ruah             | 6–1, 6–3 |
| Campeão   | 6.  | 6 de julho de 1998     | Gstaad, Suíça        | Saibro | Gustavo Kuerten | Daniel Orsanic Cyril Suk             | 6–4, 7–5 |
| Campeão   | 7.  | 22 de março de 1999    | Casablanca, Marrocos | Saibro | Jaime Oncins    | Massimo Ardinghi Vincenzo Santopadre | 6–2, 6–3 |

## Finais de Challenger: 23 (10-13)

### Simples: 13 (7-6)
- Campeão do Challenger de São Paulo (19 de abril de 1993)
- Campeão do Challenger de Campinas (12 de julho de 1993)
- Campeão do Challenger de São Paulo (6 de setembro de 1993)
- Finalista do Challenger de Recife (11 de outubro de 1993)
- Finalista do Challenger de Campinas (6 de junho de 1994)
- Finalista do Challenger de Natal (5 de setembro de 1994)
- Campeão do Challenger de Ribeirão Preto (3 de outubro de 1994)
- Campeão do Challenger do Cairo (14 de outubro de 1996)
- Finalista do Challenger de Prostejov (3 de junho de 1997)
- Finalista do Challenger de São Paulo (22 de setembro de 1997)
- Finalista do Challenger de Kosice (11 de maio de 1998)
- Campeão do Challenger de São Paulo (12 de outubro de 1998)
- Campeão do Challenger de Guadalajara (9 de outubro 2000)

### Duplas: 10 (3-7)
- Finalista do Challenger do Guarujá (7 de setembro de 1992)
- Finalista do Challenger de Bogotá (21 de setembro de 1992)
- Finalista do Challenger de Punta Del Este (1 de fevereiro de 1993)
- Finalista do Challenger de Roma (26 de abril de 1993)
- Finalista do Challenger de Jerusalém (3 de maio de 1993)
- Campeão do Challenger de São Paulo (6 de setembro 1993)
- Campeão do Challenger de Campinas (11 de novembro de 1996)
- Finalista do Challenger de Punta Del Este (17 de fevereiro de 1997)
- Campeão do Challenger de Salinas (24 de fevereiro de 1997)
- Finalista do Challenger de Guadalajara (9 de outubro de 2000)

## Números e estatísticas
Estatísticas da Carreira (ATP) Simples
| Torneio                | 2003   | 2002    | 2001    | 2000    | 1999    | 1998    | 1997    | 1996    | 1995    | 1994    | 1993   | 1992   | 1991   | 1990  | Total     |
| ---------------------- | ------ | ------- | ------- | ------- | ------- | ------- | ------- | ------- | ------- | ------- | ------ | ------ | ------ | ----- | --------- |
| Títulos-Finais         | 0-0    | 0-1     | 0-1     | 0-0     | 0-0     | 1-0     | 0-0     | 1-0     | 1-1     | 0-0     | 0-0    | 0-0    | 0-0    | 0-0   | 3-3       |
| Vitórias-Derrotas      | 6-8    | 20-24   | 18-17   | 16-24   | 28-28   | 19-22   | 25-21   | 20-20   | 24-18   | 15-20   | 6-9    | 3-4    | 2-2    | 0-0   | 202-217   |
| Ranking (final do ano) | 210    | 74      | 71      | 100     | 29      | 57      | 67      | 94      | 64      | 91      | 99     | 169    | 206    | 391   | N/D       |
| Premiação (em dólares) | 64.919 | 261.769 | 191.144 | 203.136 | 505.202 | 235.617 | 201.331 | 146.425 | 186.927 | 122.340 | 97.326 | 37.775 | 11.730 | 1.460 | 2.558.867 |

Estatísticas da Carreira (ATP) Duplas
| Ano                             | 1991 | 1992 | 1993 | 1994 | 1995 | 1996 | 1997 | 1998 | 1999 | 2000 | 2001 | 2002 | 2003 |
| ------------------------------- | ---- | ---- | ---- | ---- | ---- | ---- | ---- | ---- | ---- | ---- | ---- | ---- | ---- |
| Ranking ao final das temporadas | 412º | 229º | 181º | 423º | 491º | 175º | 44º  | 77º  | 130º | 477º | 424º | 720º | 319º |

Meligeni foi membro do time brasileiro da Copa Davis, com uma estatística de 13 vitórias e 16 derrotas.

### Maiores vitórias
| “ | "A vitória sobre o Sampras foi a maior da minha carreira, com certeza. Ele era o único jogador cujo saque é impossível prever". | ” |

- Contra Marc Rosset, 1995, Roland Garros, saibro, por 7/6,7/6,2/6 e 6/3
- Contra Petr Korda, 1995, Roland Garros, saibro, por 6/4,6/4 e 6/4
- Contra Magnus Norman, 1995, ATP de Bastad, saibro, por 6/4 e 6/3
- Contra Mats Wilander, 1996, ATP de Pinehurst, saibro, por 6/4 e 6/2[12]
- Contra Mark Philippoussis, 1996, Olimpíadas de Atlanta, cimento, por 7/6, 4/6 e 8/6
- Contra Yevgeny Kafelnikov, 1998, ATP de Praga, saibro, por 6/4 e 6/4
- Contra Pete Sampras, 1999, Masters de Roma, saibro, por 6/3 e 6/1[21][52]
- Contra Yevgeny Kafelnikov, 1999, ATP de Gstaad, saibro, por 6/3,4/6 e 6/4[53]
- Contra Patrick Rafter, 1999, Roland Garros, saibro, por 6/4,6/2,3/6 e 6/3[54]
- Contra Carlos Moya, 1999, ATP de Long Island, cimento, por 6/7,7/6 e 6/3
- Contra Michael Chang, 1999, ATP de Atlanta, saibro, por 2/6,6/3 e 6/4[55]
- Contra Alex Corretja, 1999, Roland Garros, saibro, por 6/2,6/2 e 6/0
- Contra Andy Roddick, 2002, ATP de Washington, cimento, por 6/4 e 6/4[56]
- Contra Marcelo Rios, 2003, Pan-Americano de Santo Domingo, cimento, por 5/7,7/6 e 7/6

## Desempenho em Copa Davis
| “ | "Copa Davis é uma oportunidade única, é um diferencial. Para mim, é a coisa mais importante!" | ” |

|          | Total | Superfície | Superfície | Superfície | Superfície | Indoor/Outdoor | Indoor/Outdoor |
| Saibro   | Total | Duro       | Grama      | Carpete    | Indoor     | Outdoor        |                |
| -------- | ----- | ---------- | ---------- | ---------- | ---------- | -------------- | -------------- |
| Vitórias | 13    | 12         | 0          | 0          | 1          | 1              | 12             |
| Derrotas | 16    | 11         | 0          | 2          | 3          | 3              | 13             |

Fonte:DavisCup.com

### Participação na Copa Davis
- 10 edições disputadas como jogador
- 18 confrontos como titular
- 12 vitórias e 16 derrotas
- 2 Edições como capitão brasileiro

### Jogos
Brasil x Bélgica, repescagem do Grupo Mundial, setembro de 93
- derrotado por Filip Dewulf, 2/6 1/6 5/7
- derrotado por Bart Wuyts, 3/6 6/1 6/7 5/7

Brasil x Peru, zonal americano, julho de 94
- vitória sobre Jose-Luis Noriega, 6/2 6/3 7/6
- derrotado por Jaime Yzaga, 6/4 3/6 4/6 6/7

Brasil x Bahamas, zonal americano, fevereiro de 95
- vitória sobre Roger Smith, 6/0 7/5 4/6 6/0
- vitória sobre Mark Knowles, 6/2 3/6 6/2

Brasil x Chile, zonal americano, fevereiro de 96
- vitória sobre Sergio Cortes, 6/1 6/1 7/5
- derrotado por Marcelo Ríos, 2/6 6/7 3/6

Brasil x Venezuela, zonal americano, abril de 96
- vitória sobre Jimy Szimanski, 6/3 7/6 6/4
- vitória sobre Nicolas Pereira, 6/4 6/4 6/3

Brasil x Áustria, repescagem do Grupo Mundial, setembro de 96
- derrotado por Thomas Muster, 3/6 3/6 3/6
- vitória sobre Markus Hipfl, abandono

Brasil x EUA, 1ª rodada do Grupo Mundial, fevereiro de 97
- derrotado por Jim Courier, 6/3 1/6 4/6 6/4 4/6
- derrotado por Alex O'Brien, 5/7 6/7

Brasil x Nova Zelândia, repescagem do Grupo Mundial, setembro de 97
- vitória sobre Brett Steven, 6/3 7/5 6/4

Brasil x Espanha, 1ª rodada do Grupo Mundial, abril de 98
- derrotado por Alex Corretja, 6/4 4/6 3/6 4/6 4/6
- derrotado por Carlos Moyá, 6/7 2/6 2/6

Brasil x Romênia, repescagem do Grupo Mundial, setembro de 98
- vitória sobre Adrian Voinea, 6/1 6/4 7/6

Brasil x Espanha, 1ª rodada do Grupo Mundial, abril de 99
- derrotado por Carlos Moyá, 2/6 7/6 0/6 4/6

Brasil x França, quartas-de-final do Grupo Mundial, julho de 99
- derrotado por Cédric Pioline, 3/6 3/6 3/6
- vitória sobre Sebastien Grosjean, 6/7 6/4 6/2

Brasil x França, 1ª rodada do Grupo Mundial, fevereiro de 2000
- vitória sobre Cédric Pioline, 7/5 5/7 4/6 6/1 6/4

Brasil x Eslováquia, quartas-de-final do Grupo Mundial, abril de 2000
- derrotado por Dominik Hrbaty, 1/6 5/7 2/6
- vitória sobre Karol Kučera, 5/7 7/6 6/2 6/4

Brasil x Austrália, semifinais do Grupo Mundial, julho de 2000
- derrotado por Lleyton Hewitt, 4/6 2/6 3/6
- derrotado por Patrick Rafter, 3/6 4/6

Brasil x Marrocos, 1ª rodada do Grupo Mundial, fevereiro de 2001
- vitória sobre Hicham Arazi 6/4 5/7 6/3 4/3 desistência

Brasil x Austrália, quartas-de-final do Grupo Mundial, abril de 2001
- derrotado por Lleyton Hewitt, 3/6 3/6 3/6

Brasil x República Tcheca, 1ª rodada do Grupo Mundial, fevereiro de 2002
- derrotado por por Bohdan Ulihrach 3/6 4/6 4/6

Brasil x Canadá, repescagem, setembro de 2002
- vitória sobre sobre Frank Dancevic 6/2 7/5 2/6 7/5

### Como capitão
- Brasil 5 x 0 Colômbia, zonal americano, março de 2005
- Brasil 5 x 0 Antilhas Holandesas, zonal americano, julho de 2005.
- Brasil 3 x 2 Uruguai, zonal americano, setembro de 2005.
- Brasil 3 x 2 Peru, zonal americano, fevereiro de 2008.
- Brasil 4 x 0 Equador, zonal americano, abril de 2006.

## Desempenho em Jogos Pan-Americanos
| “ | "Vou jogar o Pan porque quero representar o meu país. Passei grandes momentos na Olimpíada e na Copa Davis e ainda tenho vontade de representar o Brasil." | ” |

Meligeni começou o torneio como cabeça-de-chave número três. Após folgar na primeira rodada, venceu o argentino Carlos Berlocq (por 2 a 0, com um duplo 6-2). Nas oitavas-de-final venceu (por W.O.) o porto-riquenho Gabriel Montilla. Nas quartas-de-finais, venceu o americano Jeff Morrison (por 2 a 0, com parciais de 6-3 e 6-4). Na semi-final derrotou o venezuelano Jose das Armas (por 2 a 0, com parciais de 6/4 e 6/2). Na final, derrotou o chileno Marcelo Rios (por 2 a 1, com parciais de 5/7, 7/6 (8-6) e 7/6 (7-5).
| Desempenho nos Jogos Pan-Americanos de 2003 - Quadra Dura |                        |                         |
| Fase                                                      | Adversário (Ranking)   | Placar                  |
| 2ª Rodada                                                 | Carlos Berlocq (291)   | 6–2, 6–2                |
| 3ª Rodada                                                 | Gabriel Montilla (687) | Walkover                |
| Quartas-de-final                                          | Jeff Morrison (145)    | 6–3, 6–4                |
| Semi-final                                                | José de Armas (284)    | 6–4, 6–2                |
| Final                                                     | Marcelo Ríos (44)      | 5–7, 7–6(8–6), 7–6(7–5) |

## Desempenho em Jogos Olímpicos
No torneio de tênis dos Jogos Olímpicos de 1996, Meligeni venceu o italiano Stefano Pescosolido, o espanhol Albert Costa, o australiano Mark Philippoussis, o russo Andrei Olhovskiy, e perdeu nas semifinais para o espanhol Sergi Bruguera. Disputou a medalha de bronze com o indiano Leander Paes. Foi por 25 anos o melhor desempenho olímpico do tênis brasileiro, até Luisa Stefani e Laura Pigossi conquistarem o bronze nas Olimpíadas de Tóquio, levando Meligeni a celebrar dizendo que "as meninas me vingaram, vingaram o tênis, tiraram um peso das costas de todos nós que tentamos e não conseguimos".
Disputa pela medalha de bronze
| Lugar    | Ano  | Olimpíadas | Superfície/Piso | Oponente     | Placar        |
| -------- | ---- | ---------- | --------------- | ------------ | ------------- |
| 4o Lugar | 1996 | Atlanta    | Duro            | Leander Paes | 6–3, 2–6, 4–6 |

## Desempenho em Grand Slams

### Simples
| Ano  | Australian Open | Australian Open | Roland-Garros    | Roland-Garros | Wimbledon | Wimbledon    | US Open   | US Open     |
| 1992 | -               | -               | -                |               |           |              | 1a rodada | T.Ho        |
| 1993 | -               |                 | Oitavas de Final | S.Bruguera    | -         |              | 1a rodada | A.Medvedev  |
| 1994 | 1a rodada       | W.Ferreira      | 1a rodada        | A.Corretja    | 1a rodada | G.Ivanišević | 1a rodada | M.Damm      |
| 1995 | -               |                 | 3a rodada        | R.Furlan      | -         |              | 1a rodada | P.Sampras   |
| 1996 | 1a rodada       | A.Costa         | 1a rodada        | A.Costa       | -         |              | 1a rodada | F.Mantilla  |
| 1997 | 2a rodada       | F.Mantilla      | 2a rodada        | F.Dewulf      | -         |              | 3a rodada | M.Larsson   |
| 1998 | 1a rodada       | C.Pioline       | Oitavas de Final | T.Muster      | -         |              | 1a rodada | T.Johansson |
| 1999 | 1a rodada       | T.Martin        | Semi-final       | A.Medvedev    | -         |              | 2a rodada | S.Dosedel   |
| 2000 | 1a rodada       | T.Behrend       | 2a rodada        | A.Corretja    | 1a rodada | T.Johansson  | 1a rodada | J-C.Ferrero |
| 2001 | -               |                 | 3a rodada        | A.Agassi      | 2a rodada | N.Massu      | 2a rodada | T.Henman    |
| 2002 | 1a rodada       | M.Kratochvil    | 2a rodada        | F.Gonzalez    | 1a rodada | J.Novak      | 2a rodada | T.Robredo   |
| 2003 | 1a rodada       | S.Grosjean      | -                |               | -         |              | -         |             |

### Duplas
| Ano  | Australian Open | Roland-Garros     | Wimbledon | US Open   |
| ---- | --------------- | ----------------- | --------- | --------- |
| 1997 | 1a rodada       | 2a rodada         | -         | 1a rodada |
| 1998 | -               | Quartas de finais | -         |           |
| 1999 | 1a rodada       | 2a rodada         | -         | 1a rodada |
| 2000 | 1a rodada       | -                 | -         | -         |
| 2003 | 2a rodada       | -                 | -         | -         |

## Destaques da carreira
- Campeão pan-americano (2003)
- Semifinalista de Roland Garros (1999)
- Quarto lugar nos Jogos Olímpicos de Atlanta (1996)
- Dez títulos em torneios ATPs (3 de simples, e 7 em duplas)
- 7 títulos de torneios Challengers.
- Esteve entre os 100 melhores do mundo durante dez anos consecutivos. Apenas ele e mais 4 tenistas que estiveram em atividade nesta época conseguiram este feito.[9]
- 4o Jogador que mais venceu partidas no saibro no ano de 1999.[20]
- 48,2% de aproveitamento em torneios de primeira linha em sua carreira. Isto representa o 4o melhor desempenho de um brasileiro na história.[73]
- Copas Davis - disputou durante dez anos como jogador, tendo participado de 28 partidas. Depois de ter abandonado o circuito profissional, Meligeni ainda atuou como capitão da equipe brasileira em duas ocasiões (2005 e 2006).
- Em 2003, foi agraciado com a Medalha Tiradentes, por conta de seu "espírito olímpico, união e garra que desempenhou nos jogos de São Domingo, representando o país com brilho".[32]
- Tenista masculino brasileiro que foi mais longe em uma Olimpíada, ficando com o 4o lugar em Atlanta.
- Eleito o melhor atleta brasileiro no Prêmio Brasil Olímpico pelo COB em 2003. "Conquistar o Prêmio Brasil Olímpico é fechar com chave de ouro a minha carreira. Disputei o prêmio com dois amigos, duas pessoas que representam o esporte brasileiro tão bem. É um pouco demais para mim.", disse ele, ao receber o prêmio.[74]
- Em 2010, foi incluído na calçada da fama do Maracanãzinho[36]

## Outras conquistas e honrarias
- Em outubro de 2011, o site "Ubitennis.com" divulgou algumas listas, feitas por jornalistas e ex-tenistas. Nestas listas, cada um elegeu "Os 30 melhores tenistas sul-americanos da história" na sua opinião. De 11 listas divulgadas pelo site, Meligeni apareceu em 3 (26º na lista do jornalista Juan Salas, do jornal chileno "El Mercurio"; 26º na lista do jornalista Enrique Cano, da "Radio del Plata", de Buenos Aires; e 23º na lista de Roberto Nappo, da "BBC World Latin America").[75][76]

## Jogos históricos

### Vitórias sobre Top 10s do ranking
| Temporada | 1991 | 1992 | 1993 | 1994 | 1995 | 1996 | 1997 | 1998 | 1999 | 2000 | 2001 | 2002 | 2003 | Total |
| --------- | ---- | ---- | ---- | ---- | ---- | ---- | ---- | ---- | ---- | ---- | ---- | ---- | ---- | ----- |
| Wins      | 0    | 0    | 0    | 0    | 0    | 0    | 1    | 2    | 5    | 0    | 0    | 1    | 0    | 9     |

| #    | Jogador            | Ranking | Torneio                                                    | Superfície | Rodada | Placar                  | Ranking do Meligeni |
| ---- | ------------------ | ------- | ---------------------------------------------------------- | ---------- | ------ | ----------------------- | ------------------- |
| 1997 |                    |         |                                                            |            |        |                         |                     |
| 1.   | Michael Chang      | 2       | Verizon Tennis Challenge - Atlanta, United States          | Saibro     | 1R     | 2–6, 6–3, 6–4           | 72                  |
| 1998 |                    |         |                                                            |            |        |                         |                     |
| 2.   | Yevgeny Kafelnikov | 6       | Prague Open, Czech Republic                                | Saibro     | 2R     | 6–4, 6–4                | 75                  |
| 3.   | Yevgeny Kafelnikov | 7       | Gstaad, Switzerland                                        | Saibro     | 1R     | 6–3, 4–6, 6–3           | 50                  |
| 1999 |                    |         |                                                            |            |        |                         |                     |
| 4.   | Tim Henman         | 7       | Monte Carlo Open, Monaco                                   | Saibro     | 2R     | 6–7(5–7), 6–4, 7–5      | 51                  |
| 5.   | Pete Sampras       | 2       | Italian Open - Rome, Italy                                 | Saibro     | 2R     | 6–3, 6–1                | 58                  |
| 6.   | Patrick Rafter     | 3       | Roland Garros, Paris, France                               | Saibro     | 3R     | 6–4, 6–2, 3–6, 6–3      | 54                  |
| 7.   | Àlex Corretja      | 6       | Roland Garros, Paris, France                               | Sibro      | QF     | 6–2, 6–2, 6–0           | 54                  |
| 8.   | Carlos Moyá        | 6       | Waldbaum's Hamlet Cup - Long Island, United States         | Duro       | 1R     | 6–7(1–7), 7–6(7–2), 6–3 | 29                  |
| 2002 |                    |         |                                                            |            |        |                         |                     |
| 9.   | Andy Roddick       | 9       | Legg Mason Tennis Classic - Washington, D.C, United States | Duro       | 3R     | 6–4, 6–4                | 61                  |